# 稲荷 (草加市)
稲荷（いなり）は、埼玉県草加市の町名。現行行政地名は稲荷一丁目から稲荷六丁目。住居表示実施地区。郵便番号は340-0003。

## 地理
草加市東部の沖積平野に位置し、八潮市と隣接する。南北に葛西用水路（東京葛西用水）が貫流し、両岸には桜が植栽され、桜並木が整備されている。
地内は主に戸建ての住宅地で、北部は草加八潮工業団地の区域に含まれ、工業地帯の様相を呈している。一丁目は古綾瀬川や綾瀬川に沿って弧を描くように非常に細長く突き出ている。

### 地価
住宅地の地価は、2021年（令和3年）の公示地価によれば、稲荷5丁目35番8号の地点で10万8000円/m2となっている。

## 歴史
もとは江戸期より存在した武蔵国埼玉郡八条領に属する立野堀村であった。

### 沿革
- はじめは幕府領、以降変遷なし[8]。
- 幕末の時点では埼玉郡に属し、明治初年の『旧高旧領取調帳』の記載によると、代官佐々井半十郎支配所が管轄する幕府領であった[9]。
- 1868年（慶応4年）6月19日 - 幕府領が武蔵知県事・山田政則（忍藩士）の管轄となる。
- 1869年（明治2年）1月13日 - 武蔵知県事・河瀬秀治の管轄区域に小菅県を設置、同県の管轄となる。県庁は葛飾郡小菅村に置かれる。
- 1871年（明治4年）11月14日 - 太政官布告第594号により小菅県を廃止。埼玉県の管轄となる。
- 1872年（明治5年） - 大区小区制施行により第1区に属す。
- 1879年（明治12年）3月17日 - 郡区町村編制法により成立した南埼玉郡に属す。郡役所は岩槻町に設置。
- 1889年（明治22年）4月1日 - 町村制施行に伴い八条村・鶴ヶ曽根村・松之木村・伊草村・小作田村・立野堀村が合併し、南埼玉郡八条村が成立、立野堀村は八条村の大字立野堀となる。
- 1956年（昭和31年）9月28日 - 八条村のうち大字立野堀が草加町に編入され、草加町の大字となる[10]。（八条村のうち残りは八幡村・潮止村と新設合併し、南埼玉郡八潮村となる）
- 1958年（昭和33年）11月1日 - 市制が施行され、同時に大字立野堀から稲荷町に地名変更[5]。地名は地内に鎮座する上根・下根稲荷神社に因む[11]。
- 1964年（昭和39年）3月25日 - 地内にいなり幼稚園が創立される[12]。場所は明学院の隣接地で現在とは異なる。
- 1966年（昭和41年） - 草加工業団地（草加八潮工業団地）が埼玉県の主導のもと造成される[6]。
- 1967年（昭和42年）
  - 6月1日 - 南埼玉郡八潮町との境界変更を実施、稲荷町の一部（字用水東808他）が八潮町に編入され、八潮町大字稲荷町が成立[13]。
  - 8月1日 - 南埼玉郡八潮町との境界変更を実施、八潮町大字伊草（字葛西井堀西510〜514、字上根580の2他、字谷中732の1他）、八潮町大字松ノ木（字上ケ田北410の2他）、大字小作田（字北開耕地919の2他）の各一部を稲荷町に編入する[13]。
- 1968年（昭和43年）
  - 9月1日 - 八潮町大字稲荷町が八潮町大字新町の一部となり廃止される[13]。
  - 9月27日 - 八潮工業団地（草加八潮工業団地）が造成され[5]、竣工式が挙行される[14]。
- 1974年（昭和49年） - 地内に稲荷東公園・稲荷西公園・稲荷南公園・稲荷北公園・稲荷下根公園などの都市公園が造成され開園する[6]。
- 1977年（昭和52年）
  - 4月1日 - 地内に草加市立稲荷小学校が創立する[15]。
  - 月日不明 - 地内に稲荷土松公園[6]が造成され開園する。
- 1979年（昭和54年）4月1日 - 稲荷町土地区画整理事業・稲荷伊草第一土地区画整理事業に伴い八潮市との境界変更を実施、稲荷町字下根通の一部が八潮市の大字南後谷、大字松之木、大字伊草にそれぞれ編入される[16][17]。
- 1985年（昭和60年）5月1日 - 第3次住居表示が実施され[18]、稲荷町が稲荷一丁目〜六丁目に変更[19]。稲荷町は廃止[19]。
- 2016年（平成28年）2月29日 - 地内のいなり幼稚園が現在地に移転する[20]。

## 世帯数と人口
2017年（平成29年）10月1日現在の世帯数と人口は以下の通りである。
| 丁目       | 世帯数    | 人口    |
| ---------- | --------- | ------- |
| 稲荷一丁目 | 91世帯    | 153人   |
| 稲荷二丁目 | 725世帯   | 1,732人 |
| 稲荷三丁目 | 713世帯   | 1,593人 |
| 稲荷四丁目 | 1,019世帯 | 2,414人 |
| 稲荷五丁目 | 523世帯   | 1,198人 |
| 稲荷六丁目 | 625世帯   | 1,394人 |
| 計         | 3,696世帯 | 8,484人 |

## 小・中学校の学区
市立小・中学校に通う場合、学区は以下の通りとなる。
| 丁目       | 番地   | 小学校             | 中学校             |
| ---------- | ------ | ------------------ | ------------------ |
| 稲荷一丁目 | 1〜6番 | 草加市立草加小学校 | 草加市立松江中学校 |
| 稲荷一丁目 | その他 | 草加市立稲荷小学校 | 草加市立松江中学校 |
| 稲荷二丁目 | 全域   | 草加市立稲荷小学校 | 草加市立松江中学校 |
| 稲荷三丁目 | 全域   | 草加市立稲荷小学校 | 草加市立松江中学校 |
| 稲荷四丁目 | 全域   | 草加市立稲荷小学校 | 草加市立松江中学校 |
| 稲荷五丁目 | 全域   | 草加市立稲荷小学校 | 草加市立松江中学校 |
| 稲荷六丁目 | 全域   | 草加市立稲荷小学校 | 草加市立松江中学校 |

## 交通

### 鉄道
町域内に鉄道は敷設されていない。最寄り駅は東武伊勢崎線（東武スカイツリーライン）草加駅であるが、稲荷5丁目35番8号の地点よりおよそ2.9 km離れている。

### 道路
- 埼玉県道115号越谷八潮線（草加産業道路）
- 埼玉県道327号草加八潮三郷線
- 稲荷中央通り
- 神明稲荷通り

## 地域

### 寺社・史跡
- 上根稲荷神社
- 下根稲荷神社
- 上根胡録天神社
- 本山修験宗明学院
- 真言宗豊山派慈尊院
- 天理教立野堀大教会

### 公園・緑地
- 工業団地公園
- 稲荷上根公園
- 稲荷下根公園
- 稲荷東公園
- 稲荷西公園
- 稲荷南公園
- 稲荷北公園

### 施設
- 草加八潮工業団地
- 草加市立稲荷小学校
- 草加市稲荷コミュニティセンター
- 社会福祉法人頌栄会 ひかり幼稚舎 - 旧、いなり幼稚園第二運動場。かつて明学院に隣接して所在した。
- 学校法人明学院 いなり幼稚園
- 稲荷町会館
- 東京電力パワーグリッド稲荷変電所
- 創価学会草加文化会館